# Payas (Hatay)
Payas ist eine Stadtgemeinde (Belediye) im gleichnamigen Ilçe (Landkreis) der Provinz Hatay in der türkischen Mittelmeerregion und gleichzeitig ein Stadtbezirk der 2012 gebildeten Büyükşehir Belediyesi Hatay (Großstadtgemeinde/Metropolprovinz). Payas ist seit der Gebietsreform ab 2013 flächen- und einwohnermäßig identisch mit dem Landkreis.

## Name
Der ursprüngliche Name der Stadt lautete Baias oder Bayyas und hat seine Wurzeln aus dem Hethitischen. Die Griechen nannten die Stadt Paías (altgriechisch Παίας). Über das Arabische بياس (Byās), Westarmenische Բայաս (Payas) und osmanische Payās oder Bayās entstand der heutige Name. Im Kurdischen wird die Stadt Peyas genannt.

## Geografie
Der zweitkleinste Kreis/Stadtbezirk (nur Defne ist noch kleiner) liegt im nördlichen Teil der Provinz/Büyükşehir und grenzt im Norden an Dörtyol, im Osten an Hassa sowie im Süden an İskenderun. Im Westen bildet die Küste des Mittelmeeres eine natürliche Grenze. Hinsichtlich der Bevölkerung belegt Payas Platz 11 im Ranking, die Bevölkerungsdichte liegt etwas unterhalb des Provinzwertes von 300 Einw. je km².
Die Stadt selbst liegt in der Küstenebene auf Schwemmland. Im Osten ziehen sich von Nord nach Süd die Amanos-Berge, welche im Süden der Gemeinde mit dem Çağsak Dağ bis zu 1.643 m aufragen.
Verkehrstechnisch ist Payas gut angebunden. Auf der Autobahn E 91 sind es nach İskenderun, die nächste Großstadt im Süden, 20 km, nach Norden ist die Stadt Dörtyol in 12 km erreicht.
Eine Eisenbahnstrecke führt von Adana über Payas nach İskenderun. Sie dient, wie der große Hafen am Stahlwerk, vor allem dem Güterverkehr.

## Klima
In Payas herrscht mediterranes Klima vor. Die Sommer sind heiß und trocken, die Winter kalt und regnerisch. Dank des Amanos-Gebirges ist das Gebiet ausreichend mit Wasser versorgt.

## Geschichte
Funde aus der Zeit der Hethiter belegen eine Besiedlung der Gegend mindestens seit dem 2. Jahrtausend vor Christus. Zahlreich hethitische Gräber, vor allem im östlichen Stadtbereich um Karabeyaz, zeugen von einer bedeutenden Siedlung, die an der wichtigen Straße von Anatolien nach Syrien lag. Ungefähr seit 540 v. Chr. gehörte Baias zur Provinz Syrien im Perserreich. Den ersten bedeutenden Auftritt in der Geschichte hatte die Stadt im Rahmen der Schlacht bei Issos, 333 v. Chr. Alexander der Große durchquerte den Ort und folgte der Königsstraße nach Persien auf die Suche nach dem Heer des Perserkönigs Dareios III. Als er erfuhr, dass Dareios hinter seinem Rücken auf Issos vorrückte, kehrte er um und lagerte im November in Baias. Nach dieser Schlacht gehörte Baias zum Reich Alexander des Großen. Nach dem Tod Alexanders war Baias Teil des Seleukidenreiches. 63 v. Chr. setzte der römische Feldherr Pompeius den Seleukiden ein Ende und Baias kam zur römischen Provinz Syria.
Während der Kämpfe zwischen Kaiser Justinian und Großkönig Chosrau I. Anuschirvan von 540 bis 562 und während des byzantinisch-sassanidischen Krieges von 602 bis 628 zwischen dem oströmischen Kaiser Heraklius und Großkönig Chosrau II. war Payas einer der Kriegsschauplätze. Um 619/620 wurde die Gegend unter dem Sassaniden-Generälen Schahin und Schahrbaraz für den Perserkönig Chosrau II. erobert. In einer Gegenoffensive besiegte Kaiser Herakleios Schahrbaraz bei der Schlacht von Baias 622 und konnte Syrien wieder unter seine Herrschaft bringen. Nach der Niederlage Ostroms gegen die Araber in der Schlacht am Jarmuk 636 geriet Baias in den Einflussbereich des Umayyaden-Reiches, dem es von 661 bis 750 angehörte. Baias wurde Teil des Thughur, einer arabischen Grenzregion mit zahlreichen Befestigungen, darunter auch eine in Baias.
Ab 1068 lösten die Seldschuken unter Sultan Alp Arslan die Abbasiden, die seit 750 regierten, als Herrscher über die Region Baias ab. Während des 1. Kreuzzuges wurde Baias 1097 von den Kreuzrittern unter der Führung von Tankred von Hazart erobert und gehörte danach zum neu entstandenen Königreich Kleinarmenien. Von 1137 bis 1138 gelang Kaiser Johannes II. die Wiedereroberung Kilikiens für Byzanz, aber unter Fürst Thoros II.  gehörte Baias ab der zweiten Hälfte des 12. Jahrhunderts wieder zu Kleinarmenien. Im 13. Jahrhundert entstand unter Mithilfe Genuas das heute älteste Militärgebäude der Stadt, der Dschinn- oder Geisterturm (türkisch „cin kule“). Auch wurde zu der Zeit eine Burg errichtet, ebenfalls mit Genueser Hilfe, die von den Tempelrittern verwaltet wurde.
1266 wurde Baias von den Mamluken unter Sultan Baibars I. erobert. Für die Mamluken regierten die Ramazanoğulları die Region. Mit Duldung der Mamluken benutzten türkische Piraten unter Oruç Reis Baias als Stützpunkt, um den venezianischen Handel mit Zypern zu stören. Zu Beginn des 16. Jahrhunderts kam es vor Baias zu einer Seeschlacht zwischen Venedig und den türkischen Piraten, wobei die Piratenschiffe versenkt wurden. 1516 zog der osmanische Sultan Selim I. auf seinem Weg nach Ägypten durch Baias und eroberte das Beylik (Fürstentum) der Ramazanoğulları für die Osmanen. 1567 bis 1568 entstand in Baias, das von den Osmanen nun Payās genannt wurde, unter Sultan Selim II. eine Werft, auf der Schiffe für eine geplante Invasion Zyperns gebaut wurden. Da Payās auf dem Weg nach Mekka und an der strategisch wichtigen Straße nach Syrien lag, wurde die alte genuesische Burg 1567 geschleift und es erfolgte bis 1571 ein Neubau, der heute noch zu sehen ist. Als Dank für die geglückte Eroberung Zyperns ließ der Großwesir Sokollu Mehmed Pascha 1571 bis 1574 eine Karawanserei mit Moschee, Badehaus, Bazar und Koranschule errichten. Payās diente von nun an als Versorgungsbasis für militärische Aktionen Richtung Osten; so startete hier Sultan Murad IV. seinen Bagdad-Feldzug 1637/38. Im 17. Jahrhundert war Payās die bedeutendste Stadt in der Gegend, sie war ein eigener Sandschak im Vilâyet Adana. Der osmanische Reiseschriftsteller Evliyâ Çelebi berichtete, dass Payas damals über 8.000 Einwohner hatte. Ab dem 18. Jahrhundert nahm die Bedeutung Payās immer mehr ab, die Einwohnerzahl sank und Payas wurde zu einem unbedeutenden Provinzort.

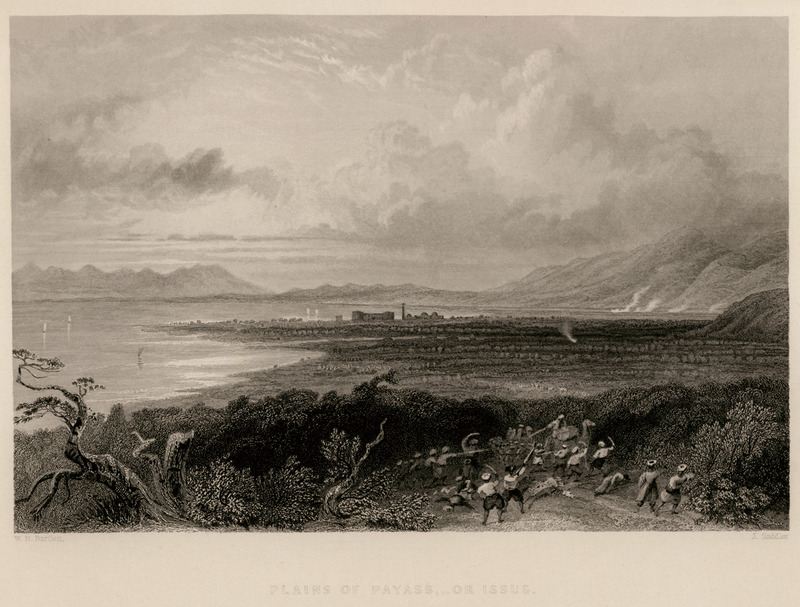
Die Ebene von Payas; Carne John - 1836

Nach dem Ersten Weltkrieg kam Payas im Vertrag von Sèvres zur Französischen Zone. Eine französische Einheit von 200 Soldaten wurden unter Führung eines Distrikt-Gouverneurs in Payas stationiert. Wegen der starken Partisanenaktivitäten in den Fındık-Bergen konnte sich die französische Herrschaft nie richtig durchsetzen. Payas hatte damals ungefähr 6.000 Einwohner.
Da die Stadt Payas südlich des Grenzflusses Deliçay lag, war es nun Grenzstadt imSandschak Alexandrette und ab dem 7. September 1938 Teil der Republik Hatay und verlor damit ihr Hinterland. Am 29. Juni 1939 wurde die Republik Hatay aufgelöst und der Türkei angeschlossen; Payas gehörte von da an zur Provinz Hatay. 1942 wurde Payas zur Stadt (Belediyesi) ernannt; 2013 entstand die Bezirksgemeinde (İlçe Belediyesi) Payas.

## Verwaltung
Payas wurde bereits im „Verzeichnis der Dörfer zur Volkszählung 1935“ als ein Nahiye im Kaza (Kreis) Dörtyol des Vilâyet Seyhan (= Provinz Adana) geführt: 989 Einwohner.
Nahiye bzw. Bucak behielten bis 1960 immer den gleichen Namen, während der Verwaltungssitz unterschiedliche Namen trug: 1945 Kürtülpalas, 1950 Karacamai, 1955 Karacami, 1960 Yakacık (Payas). Seit 1965 ist die Belediye Yakacık der Verwaltungssitz (Bucak Merkez) des Bucak Yakacık.
Durch das Gesetz Nr. 6360 wurde der Bucak Yakacık aus dem Kreis Dörtyol ausgegliedert und als Kreis Payas mit der gleichnamigen Kreishauptstadt (İlçe Merkez) eigenständig. Die drei ausgegliederten Dörfer (Çağlalık, Kozludere, Sincan) wurden gleichzeitig in Mahalle umgewandelt und der Kreisstadt Payas hinzugefügt. Seitdem besteht der Kreis/Stadtbezirk nur noch aus einer Belediye (Stadtgemeinde).
Ende 2020 lebten durchschnittlich 3.637 Menschen in jedem Mahalle, 7.861 Einw. im bevölkerungsreichsten (Karacami Mah.).
| Mahalle von Payas | Mahalle von Payas | Mahalle von Payas |
| Name              | Einwohner         |                   |
| ----------------- | ----------------- | ----------------- |
| CUMHURİYET        | 4.864             |                   |
| ÇAĞLALIK          | 3.983             |                   |
| FATİH             | 5.222             |                   |
| İSTİKLAL          | 4.054             |                   |
| KARACAMİ          | 7.861             |                   |
| KARBEYAZ          | 2.545             |                   |
| KARŞI             | 787               |                   |
| KOZLUDERE         | 1.364             |                   |
| KÜRTÜL            | 5.525             |                   |
| SİNCAN            | 1.260             |                   |
| YENİŞEHİR         | 21.662            |                   |
| YILDIRIM BEYAZIT  | 3.520             |                   |

## Bevölkerung
Die linke Tabelle zeigt die Ergebnisse der Volkszählungen für das Bucak und den Verwaltungssitz des Bucak, die E-Books der Originaldokumente entnommen wurden. Diese können nach Suchdateneingabe von der Bibliotheksseite des TÜIK heruntergeladen werden.
Die rechte Tabelle zeigt die Bevölkerungsfortschreibung des Bucaks bzw. Kreises/Stadtbezirks Payas und dessen Verwaltungssitz. Die Daten wurden durch Abfrage über das MEDAS-System des Türkischen Statistikinstituts TÜIK nach Auswahl des Jahres und der Region ermittelt.

| Volkszählung | Volkszählung     | Volkszählung          |
| Jahr         | Bucakbevölkerung | davon Verwaltungssitz |
| ------------ | ---------------- | --------------------- |
| 1940         | 4.997            | 2.400                 |
| 1945         | 5.029            | 2.585                 |
| 1950         | 4.389            | 2.653                 |
| 1955         | 4.075            | 2.831                 |
| 1960         | 4.753            | 3.338                 |
| 1965         | 5.591            | 4.102                 |
| 1970         | 7.766            | 5.997                 |
| 1975         | 27.891           | 25.500                |
| 1980         | 30.460           | 27.756                |
| 1985         | 32.573           | 29.374                |
| 1990         | 33.443           | 29.969                |
| 2000         | 35.534           | 31.719                |

| Bevölkerungsfortschreibung | Bevölkerungsfortschreibung | Bevölkerungsfortschreibung |
| Jahr                       | Bucakbevölkerung           | davon Verwaltungssitz      |
| -------------------------- | -------------------------- | -------------------------- |
| 2007                       | 38.307                     | 33.700                     |
| 2008                       | 37.985                     | 33.426                     |
| 2009                       | 37.941                     | 33.444                     |
| 2010                       | 37.661                     | 33.265                     |
| 2011                       | 37.865                     | 33.547                     |
| 2012                       | 36.867                     | 32.587                     |
| Jahr                       | Kreisbevölkerung           | davon Kreisstadt           |
| 2013                       | 38.959                     | 38.959                     |
| 2014                       | 39.857                     | 39.857                     |
| 2015                       | 40.434                     | 40.434                     |
| 2016                       | 40.784                     | 40.784                     |
| 2017                       | 41.153                     | 41.53                      |
| 2018                       | 41.409                     | 41.409                     |
| 2019                       | 42.477                     | 42.477                     |
| 2020                       | 43.647                     | 43.647                     |

## Sehenswürdigkeiten

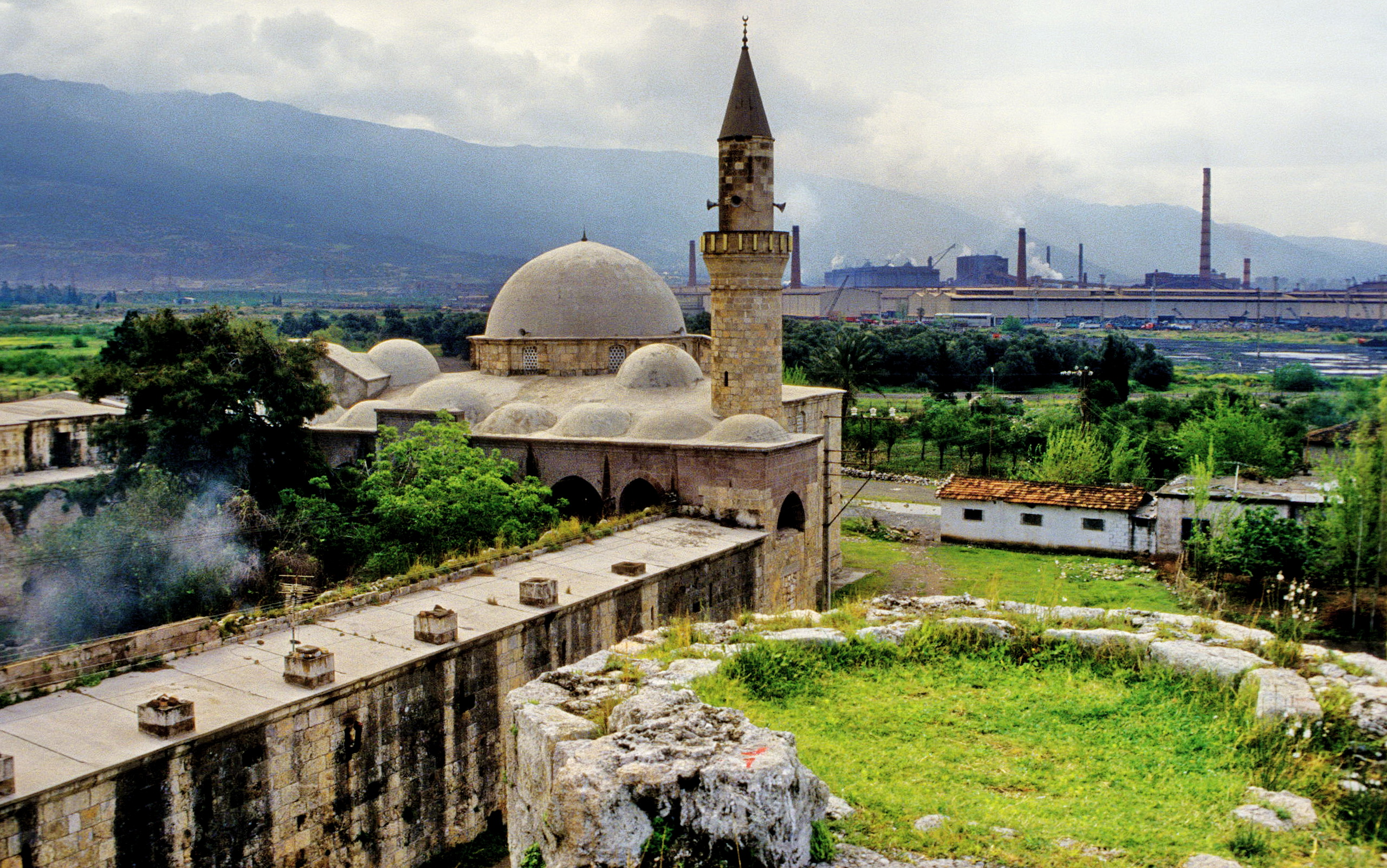
Sokollu Mehmet Paşa Külliyesi mit Stahlwerk İsdemir

- Die Burg Payas, Payas Kalesi: die Ursprünge der Burg stammen aus dem 13. Jahrhundert, als genuesische Kreuzfahrer eine erste Burg errichteten. 1567 wurde diese Burg geschleift und es erfolgte unter Sultan Selim II. bis 1571 ein Neubau, der heute noch zu sehen ist. Die Burg mit ihren acht Türmen ist von einem Graben umgeben. In der Mitte der Anlage befindet sich eine kleine Moschee und ein Kasernengebäude. In den 1930er Jahren diente die Burg als Polizeistation und Gefängnis; heute ist sie ein Museum.

- Geisterturm, Cin Kule (veraltet auch İskele Kalesi): er liegt an der Küste im Stadtteil Karacami auf einem Hügel und ist das älteste Gebäude der Stadt. Er stammt aus dem 13. Jahrhundert und wurde von genuesischen Kreuzrittern erbaut. 1577 wurde er umgebaut und mit einer Mauer umgeben; an den vier Ecken wurden jeweils Kanonen postiert.

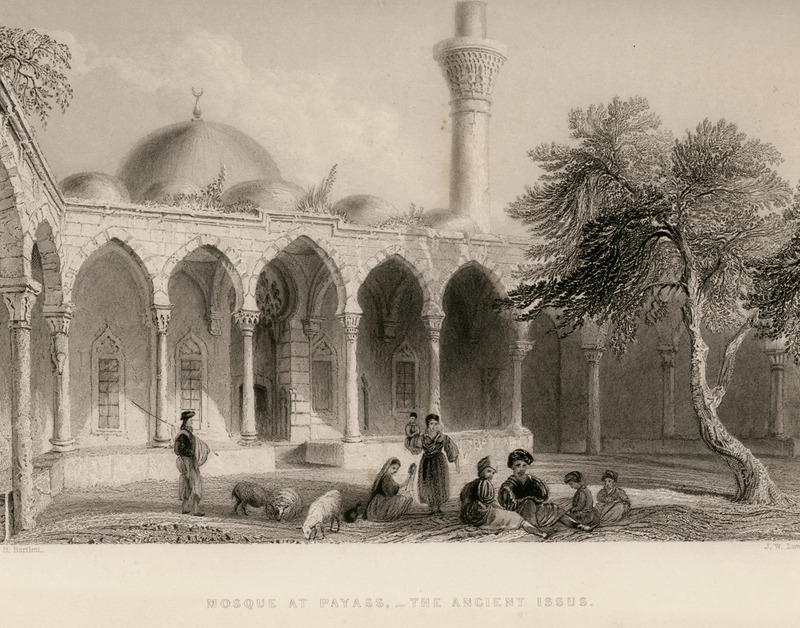
Sultan Selim Moschee, Teil der Sokullu Mehmet Paşa Külliyesi - Carne John - 1836

- Sokollu Mehmet Pascha Anlage, Sokollu Mehmet Paşa Külliyesi: der Gebäudekomplex liegt direkt östlich der Burg und besteht aus einer Karawanserei, einer Medrese (Koranschule), einem Hamam (Badehaus) und einem Basar.

Sie trägt den Namen des Großwesirs Sokollu Mehmed Pascha, der den Bau stiftete. Der Architekt der von 1571 bis 1574 errichteten Anlage war Sinan. Im Innenhof befindet sich ein Olivenbaum aus dem 16. Jahrhundert, der immer noch Früchte trägt. Laut der Gemeinde Payas ist dies der älteste noch Frucht tragende Olivenbaum der Welt.
- Damlatasch-Höhle, Damlataş Mağarası: in der Nähe des Dorfes Sincan, ungefähr 15 km von der Stadtmitte entfernt, liegt auf 542 m Höhe eine Tropfsteinhöhle. Sie wurde erst 2004 entdeckt und 2005 erforscht; ihr Alter wird auf 120 Millionen Jahre geschätzt.

- Mutter-Maria-Quelle, Meryemana Suyu: Eine Quelle in der Nähe von Sincan. Der Legende nach haben hier Jesus und seine Mutter Maria verweilt. Neben der Quelle befinden sich Reste einer frühchristlichen Kirche.

## Wirtschaft
Payas war bis in die 1970er Jahre landwirtschaftlich geprägt. Vor allem für den Anbau von Zitrusfrüchten, Trauben, Aprikosen und Feigen war Payas seit dem 17. Jahrhundert bekannt. In den Bergen östlich der Stadt wird extensive Viehwirtschaft, hauptsächlich mit Schafen, betrieben. Die Küstenfischerei spielt nur eine geringe Rolle.
1970 wurde das Stahlwerk İsdemir errichtet, welches mittlerweile das zweitgrößte Stahlwerk in der Türkei ist und über 6.000 Menschen Arbeit bietet. Es liegt im Süden der Stadt. Auf dem Gelände befindet sich außerdem noch ein großes Kohlekraftwerk.